# Villava
Villava en espagnol, ou Atarrabia en basque, est une municipalité de la communauté forale de Navarre, dans le Nord de l'Espagne.
Elle est située dans la zone linguistique mixte de la province, à 4 km au nord de Pampelune.
C'est un point de passage du Camino navarro pour le pèlerinage de Saint-Jacques-de-Compostelle.

## Localités limitrophes
| Nord-ouest Pampelune | Nord Oricáin (Ezcabarte)                       | Nord-est Oricáin (Ezcabarte) Huarte |
| Ouest Burlada | Rose des vents, version espagnole et française | Est Huarte                          |
| Sud-ouest Burlada | Sud Burlada Huarte                             | Sud-est Huarte                      |
| Entre parenthèses sont indiqués les municipios (municipalités ou cantons) dont dépendent les concejos (communes) ou autres localités mineures. |                                                |                                     |

## Géographie
Villava est sur le rio Arga.

## Administration
|           |                          |                             |
| 2007-2011 | Pello Gurbindo Jimenez   | Atarrabia-Nafarroa Bai (EA) |
| 2003-2007 | Alfonso Ucar Zaratiegi   | UPN                         |
| 1999-2003 | Alfonso Ucar Zaratiegi   | UPN                         |
| 1999-1999 | Peio J. Monteano Sorbet  | EA-Atarrabia                |
| 1996-1999 | Alfonso Ucar Zaratiegi   | UPN                         |
| 1995-1996 | Hilario Eransus Olleta   | UPN                         |
| 1991-1995 | Vicente Sabalza Martínez | Indépendant                 |

## Démographie
| Évolution démographique entre 1900 et 1991 | Évolution démographique entre 1900 et 1991 | Évolution démographique entre 1900 et 1991 | Évolution démographique entre 1900 et 1991 | Évolution démographique entre 1900 et 1991 | Évolution démographique entre 1900 et 1991 | Évolution démographique entre 1900 et 1991 | Évolution démographique entre 1900 et 1991 | Évolution démographique entre 1900 et 1991 | Évolution démographique entre 1900 et 1991 |
| 1900                                       | 1910                                       | 1920                                       | 1930                                       | 1940                                       | 1950                                       | 1960                                       | 1970                                       | 1981                                       | 1991                                       |
| ------------------------------------------ | ------------------------------------------ | ------------------------------------------ | ------------------------------------------ | ------------------------------------------ | ------------------------------------------ | ------------------------------------------ | ------------------------------------------ | ------------------------------------------ | ------------------------------------------ |
| 976                                        | 1202                                       | 1540                                       | 1524                                       | 1933                                       | 2486                                       | 3225                                       | 4446                                       | 6216                                       | 7528                                       |
|                                            |                                            |                                            |                                            |                                            |                                            |                                            |                                            |                                            |                                            |

| Évolution démographique entre 1996 et 2007                         | Évolution démographique entre 1996 et 2007 | Évolution démographique entre 1996 et 2007 | Évolution démographique entre 1996 et 2007 | Évolution démographique entre 1996 et 2007 | Évolution démographique entre 1996 et 2007 | Évolution démographique entre 1996 et 2007 | Évolution démographique entre 1996 et 2007 | Évolution démographique entre 1996 et 2007 | Évolution démographique entre 1996 et 2007 | Évolution démographique entre 1996 et 2007 |
| 1996                                                               | 1998                                       | 1999                                       | 2000                                       | 2001                                       | 2002                                       | 2003                                       | 2004                                       | 2005                                       | 2006                                       | 2007                                       |
| ------------------------------------------------------------------ | ------------------------------------------ | ------------------------------------------ | ------------------------------------------ | ------------------------------------------ | ------------------------------------------ | ------------------------------------------ | ------------------------------------------ | ------------------------------------------ | ------------------------------------------ | ------------------------------------------ |
| 8 570                                                              | 9 006                                      | 9 142                                      | 9 333                                      | 9 516                                      | 9 303                                      | 10 035                                     | 10 179                                     | 10 236                                     | 10 295                                     | 10 226                                     |
| Sources : Villava/Atarrabia et instituto de estadística de navarra |                                            |                                            |                                            |                                            |                                            |                                            |                                            |                                            |                                            |                                            |

## Histoire
C’est l’ancienne Villa Nova des Romains.

## Culture et patrimoine

### Patrimoine religieux
Trinidad de Arre
Trinidad de Arre est un hospice situé dans un faubourg de Villava, en limite de la localité voisine de Arre, que l'on atteint en franchissant le rio Ultzama, affluent du rio Arga, par un pont à cinq arches long de 55 mètres.
Le chemin, à l'extrémité du pont, s'engouffre sous le porche de l'imposant ensemble monumental et longe les bâtiments monastiques.
C'était un véritable carrefour jacquaire, car la route « N-21 » qui vient de France par le col de Belate à droite, était aussi un chemin secondaire de Saint-Jacques, appelé « Voie du Baztan ». D'où l'importance de l'hôpital cité dès le XIIIe siècle et qui s'y trouvait encore au XVIe siècle. Il en reste une abside romane aux lourds contreforts, saillant hors d'un mur.
Trinidad de Arre renoue aujourd'hui avec cette tradition d'hospitalité grâce à son refuge tenu par les sœurs Maristes.

### Pèlerinage de Compostelle
Sur le Camino navarro du Pèlerinage de Saint-Jacques-de-Compostelle, on vient de Arleta (Navarre) via Huarte-Uharte et Arre.
Les prochains jalon et étape sont Burlada puis Pampelune avec sa cathédrale gothique Sainte-Marie.
Une autre voie jacquaire rejoint le Camino francés ici (cf. supra) ; elle descend de Valate et se nomme Voie du Baztan (ou Ruta del Baztan).

## Transports en commun
Les lignes  4 7 N5 de Eskualdeko Hiri Garraioa desservent Atarrabia.

## Personnalités
- Miguel Indurain : Villava est la ville natale de ce coureur cycliste.
- Mikel San José: Footballeur Espagnol jouant à L'Athletic Bilbao.

### Sources et bibliographie
- (es) Cet article est partiellement ou en totalité issu de l’article de Wikipédia en espagnol intitulé « Villava » (voir la liste des auteurs).
- Grégoire, J.-Y. & Laborde-Balen, L., « Le Chemin de Saint-Jacques en Espagne - De Saint-Jean-Pied-de-Port à Compostelle - Guide pratique du pèlerin », Rando Éditions, mars 2006,  (ISBN 2-84182-224-9)
- « Camino de Santiago St-Jean-Pied-de-Port - Santiago de Compostela », Michelin et Cie, Manufacture Française des Pneumatiques Michelin, Paris, 2009,  (ISBN 978-2-06-714805-5)
- « Le Chemin de Saint-Jacques Carte Routière », Junta de Castilla y León, Editorial Everest